# ماري هويت
ماري هويت (بالفرنسية: Marie Huet)‏ هي رسامة فرنسية، (ولدت في باريس في فرنسا 1859 – فبراير 1939 م).